# Maurizio Randazzo
Maurizio Randazzo (né le 1er mars 1964 à Santa Caterina Villarmosa) est un escrimeur italien, spécialiste de l'épée.

## Carrière
Il remporte deux titres olympiques en équipe en 1996 et 2000.